# (483002) 2014 QS441
(483002) 2014 QS441 es un asteroide y un objeto transneptuniano descubierto el 19 de agosto de 2014 por el Dark Energy Survey desde el Observatorio Interamericano del Cerro Tololo - DECam.

## Designación y nombre
Designado provisionalmente como 2014 QS441.

## Características orbitales
2014 QS441 está situado a una distancia media de 46,836 ua, pudiendo alejarse un máximo de 50,665 ua y acercarse un máximo de 43,007 ua, Tiene una excentricidad de 0,081 y la inclinación orbital 37,968 grados. Emplea 117078,64 días en completar una órbita alrededor del Sol.

## Características físicas
La magnitud absoluta de 2014 QS441 es de 5,3.